# Viadukt Dittersbach
Das Viadukt Dittersbach ist eine Eisenbahnbrücke der Bahnstrecke Kłodzko–Wałbrzych bei Dittersbach in Niederschlesien.

## Bau
Das Viadukt wurde von 1879 bis 1880 gebaut. Zunächst wurde es nur mit drei Fachwerkträgern auf der Südseite ausgestattet, da die Bahnstrecke zunächst nur eingleisig betrieben wurde. 1910, als die Bahnstrecke zweigleisig wurde,  wurden drei weitere Fachwerkträger mit einer Verstärkung durch Fischbauchträger auf der Nordseite hinzugefügt. Heute befinden sich alle sechs Träger noch auf dem Viadukt; allerdings ist nur auf den nördlichen Trägern ein Gleis verlegt.

## Beschreibung
Diese Fachwerkbrücke ist eine massive Eisen- und Stahlkonstruktion. Es handelt sich um ein dreifeldriges Bauwerk mit einer Länge von 3 × 40 m = 120 Metern und einer Höhe von 20 Metern.

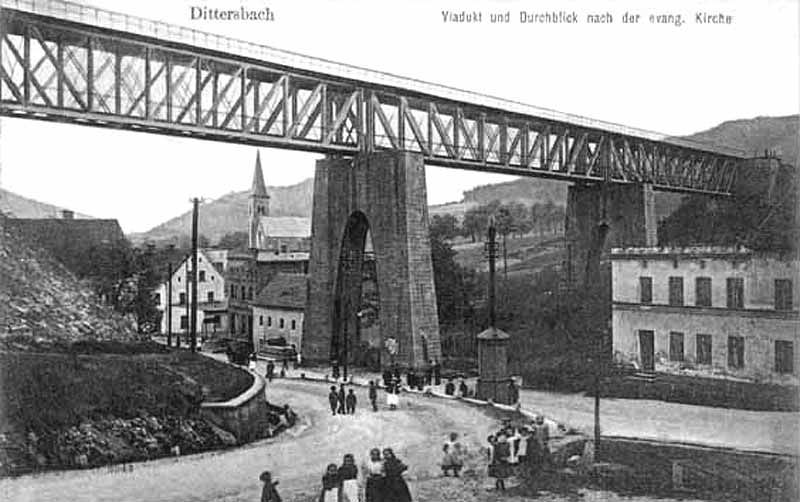
Viadukt Dittersbach 1906: es liegt nur ein Gleisträgerkasten auf.
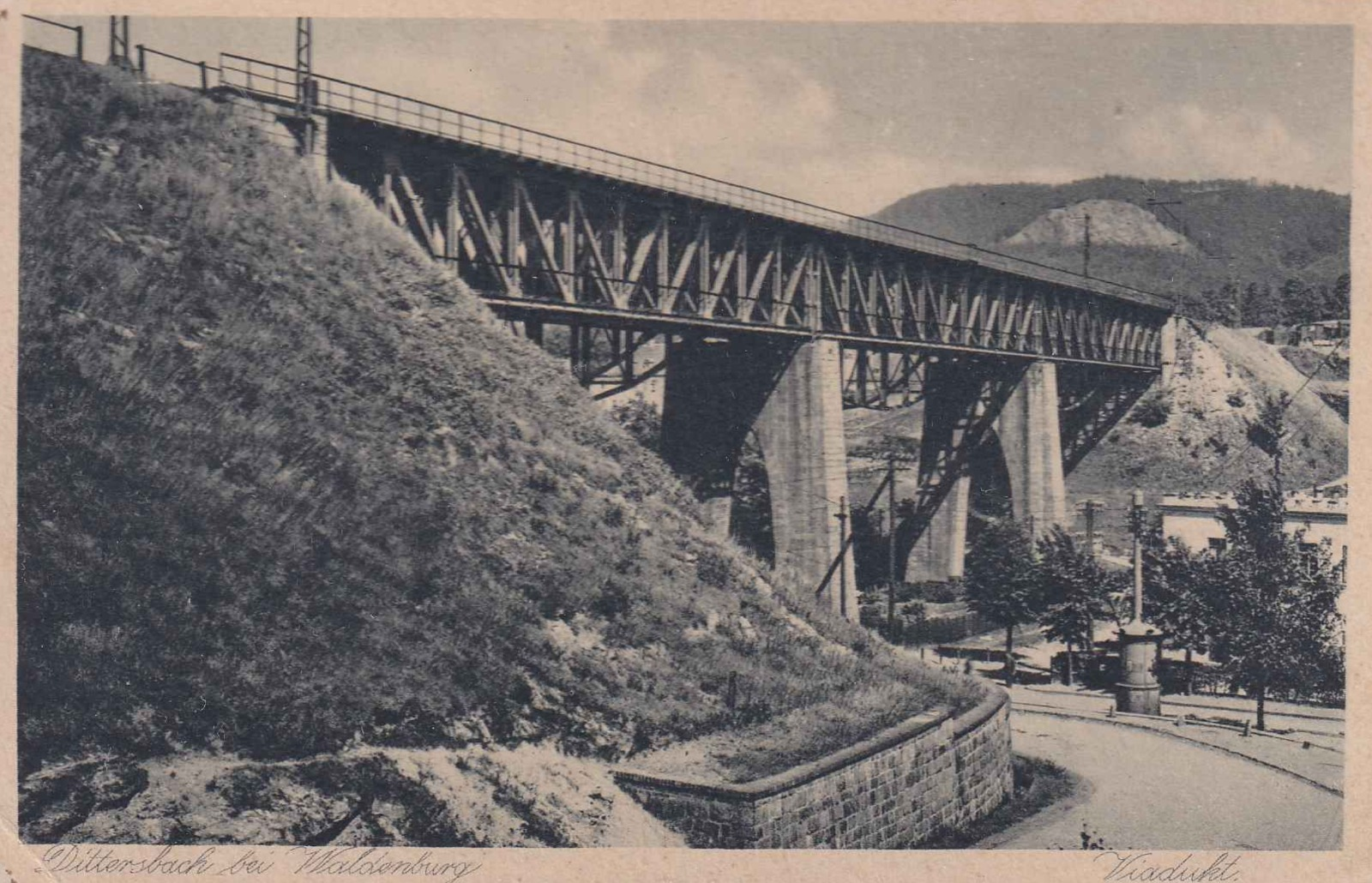
Viadukt im Jahr 1935